# Rashad Jennings
Pour les articles homonymes, voir Jennings.
(en) Statistiques sur pro-football-reference
Rashad Andre Jennings, né le 26 mars 1985 à Forest, est un américain, joueur professionnel de football américain ayant évolué au poste de running back.
Il avait été sélectionné par les Jaguars de Jacksonville au 7e tour de la Draft 2009 de la NFL (choix global no 250).
Il y reste jusqu'en 2012 et est alors transféré en 2013 aux Raiders d'Oakland. De 2014 à 2016, il joue pour les Giants de New York où il termine sa carrière.
Avant de rejoindre la National Football League (NFL), il avait joué au niveau universitaire pour l'équipe des Flames de Liberty laquelle évoluait en NCAA Division I Football Championship Subdivision.

## Carrière universitaire
Jennings commence sa carrière en 2005 à l'Université de Pittsburgh comme 4e running back de l'équipe des Panthers. Il est transféré lors de l'été 2006 à l'Université de Liberty située à Lynchburg en Virginie et évoluant en NCAA Division I FCS car il désire être plus proche de sa famille. Même s'il est suspendu pour les 2 premiers matchs de la saison à la suite d'une violation du règlement intérieur de l'école, il excelle par la suite et établit le record de la Conférence Big South avec 3 633 yards à la course (moyenne de 5,7 yards par course) et 42 TDs.

## Carrière professionnelle

### NFL Combine 2009
| 1,85 m (6 ft 1 in) | 104,780 kg (231 lb) | 4,59 s | 1,53 s | 2,59 s | 4,20 s | 6,79 s | 86,36 cm (34 in) | 3,04 m (10 ft 0 in) |

### Jaguars de Jacksonville
Après avoir été visionné par les entraîneurs des Jaguars de Jacksonville lors du Senior Bowl 2009, ceux-ci le sélectionnent lors de la Draft 2009 de la NFL lors du 7e tour en no 250 choix global. Il inscrit son 1er touchdown lors de la 9e semaine contre les Chiefs de Kansas City après une course de 28 yards.
Après une saison rookie prometteuse, la saison 2011 de Jennings est abrégée à cause de blessures (après avoir souffert d'une commotion cérébrale lors du 1er match de pré-saison, il se blesse au genou deux semaines plus tard et est placé en Injury Reserve lorsque la saison débute.
À la suite d'un holdout du titulaire Maurice Jones-Drew, Jennings est désigné comme titulaire lors du 1er match de la saison 2012 contre les Vikings du Minnesota. Maurice Jones-Drew redevient titulaire pour le second match de la saison et Jenning reprend sa place de backup jusqu'au 24 décembre 2012 où une nouvelle blessure à l'épaule le place en Injury Reserve pour la seconde année consécutive.

### Raiders d'Oakland
Jennings est signé par les Raiders d'Oakland le 10 avril 2013.
Il commence la saison 2013 comme backup du titulaire Darren McFadden. Ce dernier étant blessé la plupart du temps, Jennings commence 8 matchs à sa place. Comme backup, il dépasse les espoirs placés en lui. Il réussit son meilleur match en 11e semaine contre Houston. Il gagne 150 yards en 22 courses (moyenne de 6,8 yards par course), et 1 touchdown après une course de 80 yards.
Il cumule en fin de saison 2013 pour 733 yards en 163 courses et 6 TDs.

### Giants de New York
Le 12 mars 2014, Jennings signe un contrat de 4 ans avec les Giants pour un montant de 14 millions US$ dont 3 garantis.
Jennings devient rapidement titulaire débutant neuf des onze matchs qu'il a joué en 2014. Jennings gagne 639 yards en 167 portées tout en inscrivant 4 TDs à la course.
Il est titulaire lors des seize matchs de la saison 2015 et réalise les meilleures performances de sa carrière en 2015 : 863 yards gagnés avec 3 TDs en 195 portées, 296 yards gagnés et 1 TD lors de 29 réceptions. Jennings joue son meilleur football en fin de saison améliorant ses anciennes statistiques lors de chacun de ses quatre derniers matchs. Pendant cette période, il réalise 79 portées pour un gain de 432 yards en inscrivant 2 TDs à la course.
Il est titulaire également lors des 13 matchs qu'il joue en 2016, gagnant à la course 593 yards, son plus faible total depuis 2013, et inscrit 3 TDs en 181 portées. Il réussit 35 réceptions pour un gain supplémentaire de 201 yards inscrivant 1 TD de plus en réception en 2016.
Le 13 février 2017, Jennings est libéré par les Giants.
Le 8 décembre 2017, Jennings annonce officiellement qu'il prend sa retraite comme footballeur professionnel de la NFL.

## Statistiques de NFL
| Stats. Rashad Jennings | Stats. Rashad Jennings | Stats. Rashad Jennings | Matchs | Matchs | Courses | Courses | Courses | Courses | Réceptions | Réceptions | Réceptions | Réceptions |        |         |
| Saisons                | Équipes                | N°                     | M.J.   | M.T    | N. C.   | Yds.    | TD      | + Long. | Réc./T     | Yds        | Mo.        | TD         | TDs T. | Fumbles |
| 2009                   | JAG                    | 23                     | 15     | 0      | 39      | 202     | 1       | 28      | 16/18      | 101        | 6,3        | 0          | 1      | 0       |
| 2010                   | JAG                    | 23                     | 13     | 3      | 84      | 459     | 4       | 74      | 26/35      | 223        | 8,6        | 0          | 4      | 0       |
| 2011                   | JAG                    | 23                     | 0      | 0      | 0       | 0       | 0       | 0       | 0/0        | 0          | 0          | 0          | 0      | 0       |
| 2012                   | JAG                    | 23                     | 10     | 6      | 101     | 283     | 2       | 21      | 19/26      | 130        | 6,8        | 0          | 2      | 3       |
| 2013                   | OAK                    | 27                     | 15     | 8      | 163     | 733     | 6       | 80      | 36/48      | 292        | 8,1        | 0          | 6      | 0       |
| 2014                   | NYG                    | 23                     | 11     | 9      | 167     | 639     | 4       | 18      | 30/41      | 226        | 7,5        | 0          | 4      | 1       |
| 2015                   | NYG                    | 23                     | 16     | 16     | 195     | 863     | 3       | 38      | 29/40      | 296        | 10,2       | 1          | 4      | 2       |
| 2016                   | NYG                    | 23                     | 13     | 12     | 181     | 593     | 3       | 25      | 35/42      | 201        | 5,7        | 1          | 4      | 1       |
| Carrière NFL           | Carrière NFL           | Carrière NFL           | 93     | 54     | 930     | 3.772   | 23      | 80      | 191/250    | 1469       | 7,7        | 2          | 25     | 7       |
| 4 ans                  | JAG                    | 23                     | 38     | 9      | 224     | 944     | 7       | 74      | 61/79      | 454        | 7,4        | 0          | 7      | 3       |
| 1 ans                  | OAK                    | 27                     | 11     | 9      | 163     | 733     | 6       | 80      | 36/48      | 292        | 8,1        | 0          | 6      | 0       |
| 3 ans                  | NYG                    | 23                     | 40     | 37     | 543     | 2.095   | 9       | 80      | 94/123     | 723        | 7,8        | 2          | 12     | 4       |

## Dancing with the Stars
Le 1er mars 2017, il commence la compétition de la 24e saison de la version américaine de Danse avec les stars avec comme partenaire Emma Slater (en). Ils remportent la compétition le 23 mai 2017. C'est la 1re fois qu'Emma Slater (en) remporte la victoire et la 4e fois qu'un ancien joueur NFL réalise cette performance.
En novembre 2017, il revient en 8e semaine de la 25e saison Danse avec les stars pour participer à un trio de cha-cha-cha avec Drew Scott et sa partenaire professionnelle Emma Slater (en).
En mai 2018, il y retourne comme juge invité pour la deuxième semaine de la saison 26.